# The Days of Our Nights
The Days of Our Nights — пятый студийный альбом американской рок-группы Luna. Он был выпущен 26 октября 1999 года на лейбле Jericho records, дочерней компанией Sire Records.

## История
Альбом был записан как пятый студийник группы Luna для Elektra Records, входящей в состав Warner Bros. Records. Из-за консолидации крупных лейблов, произошедшей в конце 1990-х годов, многие альтернативные рок-группы, подписанные на крупные лейблы, в этот период были отменены, в том числе и Luna. По иронии судьбы, альбом был взят Jericho records, дочерней компанией Sire Records, которая также является частью семьи Warner Bros. Records. Однако это был последний альбом группы, получивший распространение на крупных лейблах.
Композиция «The Old Fashioned Way» звучит в начальной сцене американской криминальной драмы 2001 года «Убей меня позже» с актрисой Сельмой Блэр в главной роли.

## Отзывы
| Оценки критиков                   | Оценки критиков |
| Источник                          | Оценка          |
| --------------------------------- | --------------- |
| AllMusic                          | [ 3 ]           |
| Christgau's Consumer Guide        | [ 4 ]           |
| The Encyclopedia of Popular Music | [ 5 ]           |
| Pitchfork Media                   | 6.8/10          |

Альбом получил положительные отзывы музыкальных критиков. Санз Лэшли из AllMusic считает, что «В инструментальном плане альбом прекрасен — он наполнен поджаренными гитарами, прекрасными мелодическими линиями, хрустящими ударными и множеством приятных для уха штрихов в производстве. Можно взять несколько треков и провозгласить их диамантами поп-ремесла, но отсутствие эмоциональных нюансов в вокале становится очевидным с течением времени. Вокал, безусловно, не был натужным, потому что он прекрасно исполнен и записан, но чувства, кажется, отсутствуют. Уэрхем поёт гораздо лучше, чем десять лет назад, когда вышел альбом Galaxie 500 On Fire, но некоторые, возможно, скучают по сырому и носовому риду прежних лет».

## Список композиций
1. «Dear Diary» — 4:06
2. «Hello, Little One» — 4:49
3. «The Old Fashioned Way» — 4:36
4. «Four Thousand Days» — 4:21
5. «Seven Steps to Satan» — 4:58
6. «Superfreaky Memories» — 4:53
7. «Math Wiz» — 3:59
8. «Words Without Wrinkles» — 4:22
9. «The Rustler» — 4:07
10. «U.S. Out of My Pants!» — 6:08
11. «The Slow Song» — 3:17
12. «Sweet Child o’ Mine» (Guns N' Roses, кавер) — 4:25